# Тонгул (деревня)
Тонгул — упразднённая в 2025 году деревня в Мариинском муниципальном округе Кемеровской области. 

## География
Центральная часть населённого пункта расположена на высоте 164 метров над уровнем моря.

## История
Входила в состав Лебяжьего сельского поселения до его упразднения в 2021 году.
Исключена из учётных данных в 2025 году.

## Население
1. Н/Д[5]

1. Н/Д[6]

По данным Всероссийской переписи населения 2010 года, в деревне Тонгул проживает 1 мужчина.